# ラバン
ラバン（לבן, Lāḇān, Lavan）は、旧約聖書に記される人物で、イサクの妻リベカの兄弟で、ヤコブのおじに当たる。ラバンとはへブル語で「白い」という意味である、主に男性の名前に用いられる。

## 聖書の記述
アブラハムの兄弟ナホルの孫で、ベトエルの息子でリベカの兄である。アブラハムの出身地であるカランに住み、多くの家畜と奴隷を所有していた。
ラバンはイサクの結婚にあたり、ベトエルと共に、アブラハムのしもべをむかえ、親切にもてなした。
後に、イサクの家で、長子の権利をめぐって、双子の息子、エサウとヤコブが争った時、母リベカの勧めで、ヤコブは逃亡して、ラバンのもとに身を寄せる。その際には、ラバンの娘ラケルへの好意を利用した。
ラバンは下の娘、ラケルとの結婚の条件として、7年間の労働を要求した上、7年後に偽って、レアと結婚させた。ヤコブは抗議したが、さらにラケルと結婚するためにもう7年間の労働を要求した。さらに、ヤコブの帰郷の申し出も、家畜の群れを増やすために利用した。
やがて全家族をつれて逃亡した、ヤコブ一行を追う。しかし、ヤコブとラバンは和解して、ラバンの提案で、石の柱を立てて、契約を結ぶ。ラバンはそれをアラム語でエガル・サハドタと名付け、ヤコブはヘブル語でガルエデと名付けた。
ラバンはヤハウェ信仰だけはなく、占いをしたりティラフィムを拝んでいたり、異教の習慣も持ち合わせていた。